# Bácsszentgyörgy
Bácsszentgyörgy (hongrois : Bácsszentgyörgy [ˈbaːt͡ʃsɛɲɟørɟ] ; allemand : Batsch-Sankt-Georg ; croate : Đurić ; serbe : Ђурић) est une localité hongroise située dans le comitat de Bács-Kiskun.

## Nom et attributs

### Toponymie
Le nom de la localité fait référence à l'église catholique dédiée à saint Georges. Au cours de son histoire, le village a porté diverses dénominations. 
En hongrois, il est attesté sous les formes Szent-György (en 1425), Baracska-Szentgyörgy (1430), Györgypuszta, puis Bácsszentgyörgy, forme officielle adoptée en 1947 lors de son érection en commune indépendante.
En serbo-croate (bunjevci), la localité est connue sous le nom de Đurić ou Đuriće, notamment chez les habitants de Hercegszántó.
En allemand, on trouve les variantes Djuritsch ou Juritsch, tandis que d'autres sources mentionnent également Jurics (1720) ou Gyurits (1822).
Durant la période de la domination ottomane, des colons serbes modifièrent la forme hongroise du nom en Gyurity, qui fut ensuite adoptée par les Hongrois eux-mêmes. En 1904, à la suite de la réorganisation nationale des toponymes, le village prit le nom de Györgypuszta. Ce n'est qu'à la date de son indépendance administrative, le 1er mars 1947, que la dénomination Bácsszentgyörgy fut officialisée, afin de la distinguer des nombreuses autres localités hongroises comportant le nom Szentgyörgy.

### Héraldique
Les armoiries de Bácsszentgyörgy se présentent sous la forme d'un écu triangulaire à pointe. Elles se blasonnent comme suit :
De gueules, à deux pallos d'or passés en sautoir et chargés en cœur d'un livre ouvert du même, le tout en chef ; à la pointe, d'azur, à saint Georges contourné, cuirassé d'or et capé de gueules, monté sur un cheval d'argent galopant vers senestre, terrassant de sa lance d'or un dragon du même.
Le dessin originel de ces armoiries s'inspirent directement d'un tableau de Péter Prokop, ornant l'autel latéral de l'église catholique du village, et associent des symboles religieux et identitaires : saint Georges, patron du village, et saint Paul, représenté de manière allégorique par les deux épées croisées (symbole de son martyre) et l'Évangile.

## Site et localisation

### Topographie et hydrographie
Bácsszentgyörgy est un petit village situé dans la zone inondable entre le Danube et le Kígyós-ér, à proximité immédiate de la frontière serbe, à environ 25 kilomètres au sud de Baja. Côté hongrois, la localité est entourée par Gara au nord, Dávod au nord-ouest, et Hercegszántó au sud-ouest. Au sud, elle est bordée par les localités serbes de Rastina et Riđica. Le territoire communal est traversé par le canal principal du Kígyós.

## Histoire
La première mention connue du village médiéval de Szentgyörgy figure dans des documents datant de 1425.
Selon le registre des dîmes du comitat de Bodrog pour les années 1520–1522, la localité jouait alors un rôle important : les redevances destinées à l'archevêque de Kalocsa y étaient centralisées par le curé János Cirjék, sur l'aire de battage du juge György Kövér. La région, y compris Szentgyörgy, fut dévastée quelques années plus tard à la suite de la bataille de Mohács.
Au XVIIIe siècle, Gyúritypuszta, comme on l'appelait alors, fut recensée parmi les terres à repeupler par l'administration habsbourgeoise. Le conseiller d'État Cothmann, accompagné de l'ingénieur Kovács, visita les lieux et recommanda son inclusion dans les projets de réimplantation comme grenier à blé de Nagybaracska. Selon le cadastre féodal de 1772, Gyúrity fut rattachée à Baracska, et de nombreux habitants de cette dernière vinrent s'y établir.
Une nouvelle phase s'ouvrit après 1885, lorsque plusieurs familles de Baracska vendirent leurs terres de Gyúrity à des Hongrois, Bunjevci et Allemands venus des environs, préférant s'installer dans les terres arables proches de Nagybaracska.
Durant la Seconde Guerre mondiale, le village fut durement frappé. En 1944–1945, onze hommes et cinq femmes furent déportés vers l'Union soviétique dans le cadre du málenkij robot.
Jusqu'à la fin de la guerre, Bácsszentgyörgy était une localité trilingue, peuplée de Hongrois, de Bunjevci et de Germanophones. Cette diversité est aujourd'hui évoquée dans la collection locale d'histoire.
Le village dispose d'une vie culturelle animée par une maison de la culture, une bibliothèque-club et un club de jeunesse.
Un poste-frontière reliant Bácsszentgyörgy à Rastina (en Serbie) a été inauguré le 3 avril 2018.

## Population

### Minorités culturelles et religieuses
Lors du recensement de 2011, 98,1 % des habitants de Bácsszentgyörgy se déclaraient hongrois, 1,9 % allemands, 1,9 % croates et 1,3 % roms. Environ 1,9 % des personnes interrogées ne se sont pas prononcées. Comme plusieurs identités pouvaient être déclarées, la somme des pourcentages peut dépasser 100 %.
Du point de vue religieux, 76,3 % de la population se déclaraient catholiques romains, 4,5 % réformés, 0,6 % évangéliques, tandis que 6,4 % s'identifiaient comme sans confession. Le taux de non-réponse était de 11,5 %.
Au recensement de 2022, 90,1 % des habitants s'identifiaient comme hongrois, 2,7 % comme allemands et 0,9 % comme roms. 9,9 % des personnes interrogées n'ont pas répondu.
Sur le plan religieux, 72,1 % se déclaraient catholiques romains, 1,8 % réformés et 6,3 % sans confession ; près de 19,8 % des habitants ont choisi de ne pas répondre.

## Équipements

### Réseaux extra-urbains
Bácsszentgyörgy est uniquement accessible par la route, via la commune de Gara, en empruntant la route 5506. La rue principale du village correspond à la route secondaire 55 115. Le transport en commun est assuré par la compagnie régionale Bács Volán, dont les lignes relient le village aux localités environnantes, notamment à Baja, centre urbain de référence de la région.

## Patrimoine local
Le principal édifice religieux de la localité est l'église catholique romaine Notre-Dame du Rosaire, construite en 1911. Son clocher abrite deux cloches. L'intérieur du sanctuaire est orné d'un tableau représentant saint Georges, ainsi que de statues de saint Joseph, sainte Élisabeth et dix autres saints. Devant l'église se dresse une croix commémorative, dédiée aux victimes des première et deuxième guerres mondiales.
La commune est traversée par le Kígyós-ér, petit cours d'eau franchi par trois ponts : le Kőhíd (« pont de pierre »), le Korsós-híd (« pont de la cruche ») et le Fehér-híd (« pont blanc », réservé aux piétons). Le pont de la cruche constituait autrefois un point de lessive pour les femmes du village, tandis que les enfants s'y baignaient dans les zones plus profondes.
Un musée d'histoire locale conserve des témoignages du passé trilingue de la commune (hongrois, bunevci, allemand).
Le parc du Millénaire accueille un monument commémoratif du millénaire ainsi qu'un mémorial à Antal Schmidt (1938–1956), unique martyr local de la révolution hongroise de 1956.
Dans le cimetière, une grande croix constitue un lieu de recueillement lors de la fête des morts, moment où les habitants allument des bougies en mémoire de leurs défunts.

## Personnalités liées à la localité
Le village est le lieu de naissance d'Antal Müller (né en 1917), prêtre catholique romain qui consacra sa vie au service de l'Église. Il fut nommé conseiller archiépiscopal, un titre honorifique marquant sa contribution spirituelle et pastorale au sein du diocèse. Sa mémoire est encore vivace dans la région, où il est reconnu pour son engagement religieux et son rôle dans la communauté catholique locale.